# ویویان بریس
ویویان بریس (فرانسوی: Vivien Brisse‎؛ زادهٔ ۸ آوریل ۱۹۸۸) دوچرخه‌سوار اهل فرانسه است.
وی در مسابقات کشوری و بین‌المللی در مجموع برندهٔ ۱ مدال طلا، ۱ مدال برنز شده‌است.